# Margarita (isola)
Margarita (in spagnolo Isla de Margarita) è la più grande delle isole di Nueva Esparta, uno Stato federato insulare del Venezuela. Si trova nel Mar dei Caraibi, a nord-est al largo delle coste venezuelane. La maggiore città dell'isola è Porlamar.

Margarita all'interno di Nuova Esparta, con divisioni territoriali

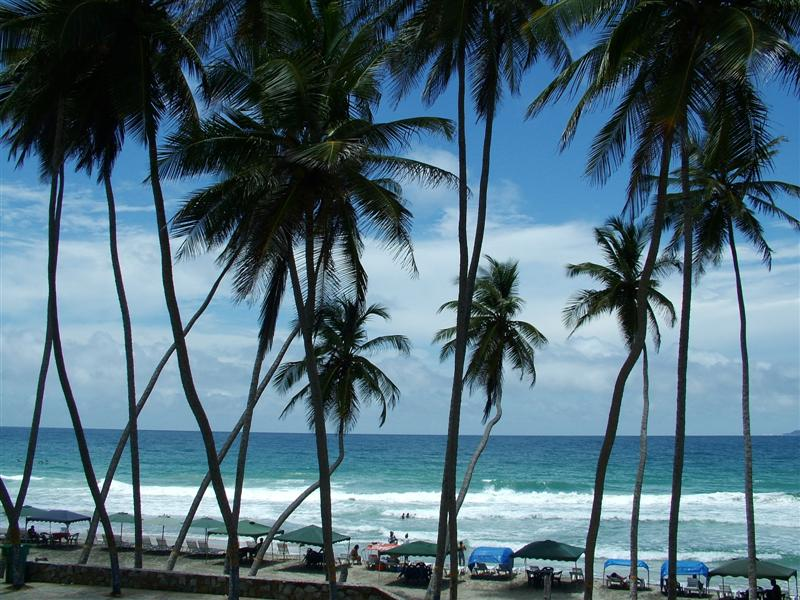
Vista del mar Caraibico da Playa el Agua, nella parte nord dell'isola.

Il turismo è l'attività principale dell'isola, favorito dal clima secco e gradevole praticamente tutto l'anno e dalla presenza di numerose incantevoli spiagge, alcune adatte alla pratica del windsurf, kitesurf, surf e dello snorkeling.

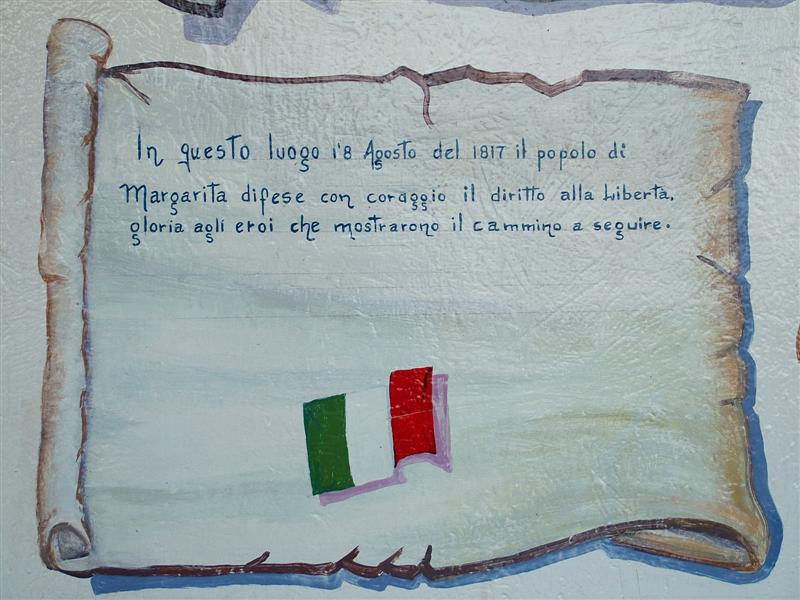
Il testo che si trova presso un forte spagnolo dell'Isola, che tratta come eroi i Margariteñi, ovvero gli abitanti dell'isola, per il coraggio dimostrato

Sull'isola sono presenti diverse antiche fortificazioni spagnole, considerate patrimonio nazionale.

## Geografia

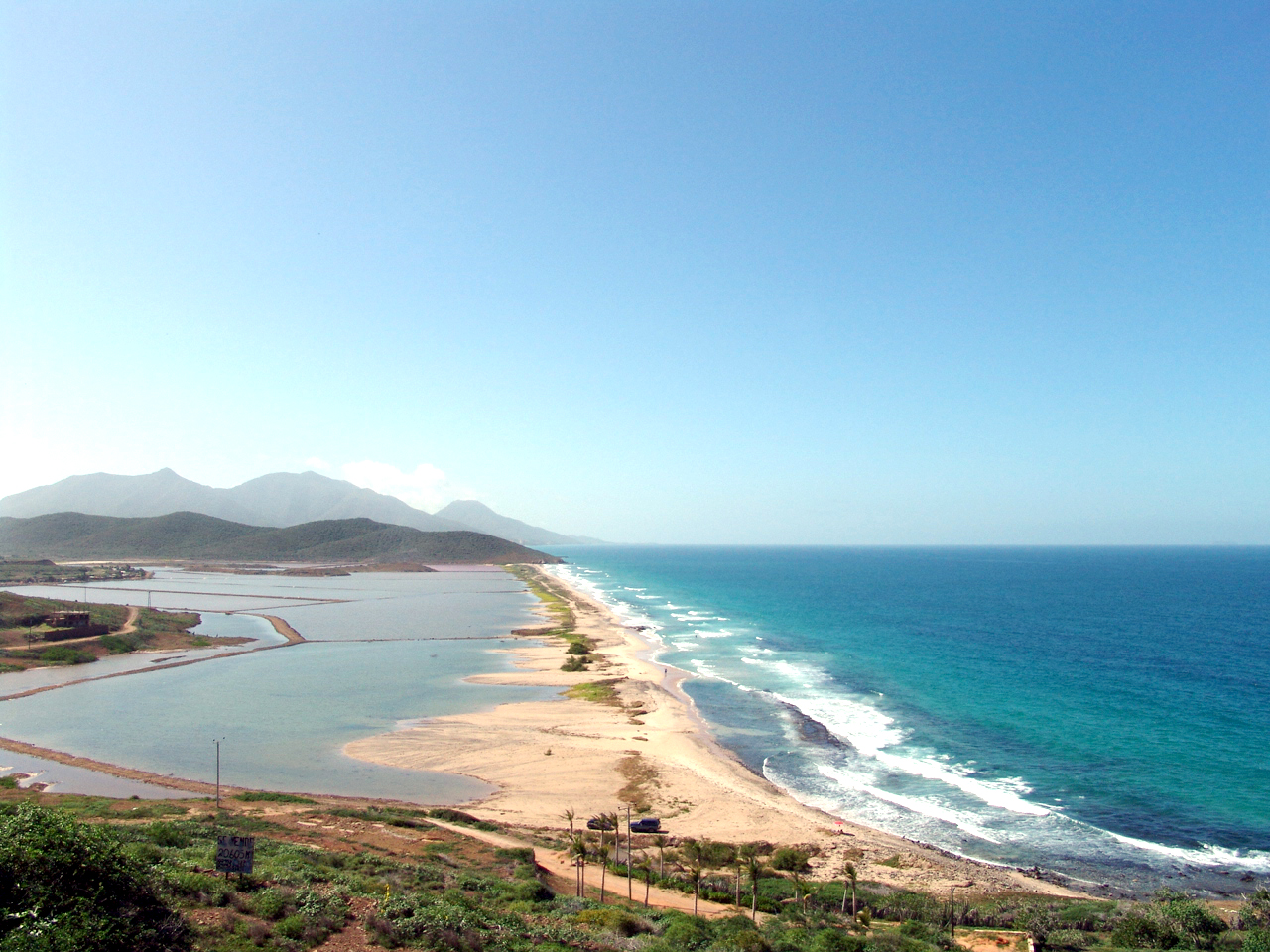
Spiaggia vicino a Pampatar

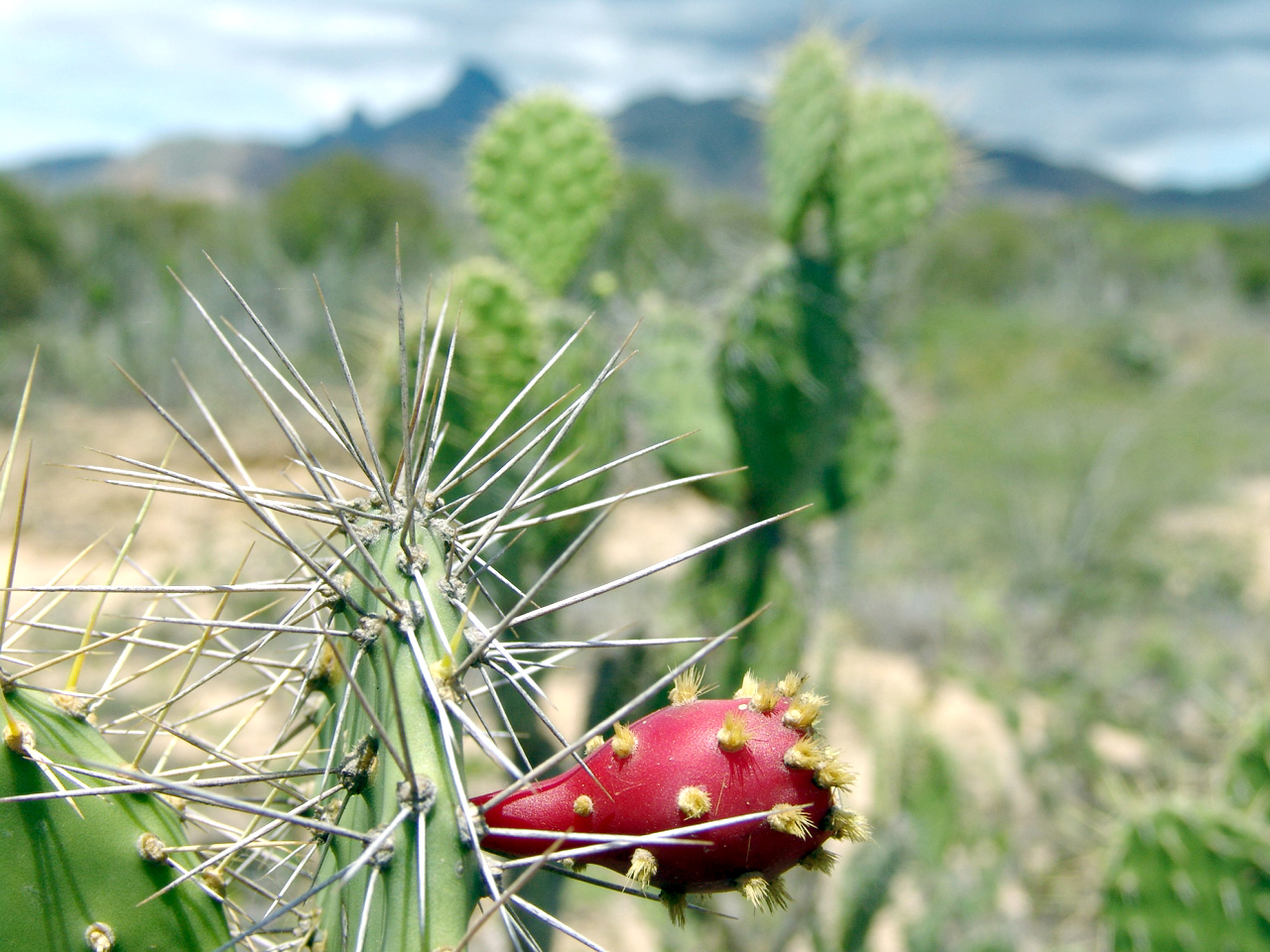
Macanao

Margarita all'interno di Nuova Esparta, con divisioni territoriali

Situata nel Mare Caraibico tra le latitudini 10° 52' N e 11° 11' N e le longitudini 63° 48' W e 64° 23' W, appartiene allo Stato di Nueva Esparta che comprende anche le isole di Coche e Cubagua. L'isola è formata da due penisole unite da un istmo. Copre un'area di 1.020 km². È divisa in due parti unite da una striscia di sabbia di 18 km. L'isola è lunga 78 km e la sua massima larghezza è di circa 20 km. Il clima è molto soleggiato e secco, con temperature da 24 a  37 °C.
La maggior parte dei 420.000 residenti dell'isola vive nella parte est, più sviluppata, specialmente nella città di Porlamar e l'adiacente città di Pampatar. Altri centri sono le piccole cittadine di La Asunción, la capitale della regione, o Juan Griego. Per raggiungere l'isola esistono voli diretti da Caracas e altre città venezuelane, come voli di linea o charter da molte città europee o nordamericane, traghetti da Puerto La Cruz, Cumaná, e La Guaira.
La penisola di Macanao ha una montagna centrale. L'altitudine maggiore è di 760 m (Pico de Macanao). Molti picchi più bassi seguono un orientamento nord-sud, con profonde valli tra di loro.
La principale di queste valli è quella di San Francisco nella parte nord della penisola.
La penisola di Paraguachoa, ad est, è formata da un massiccio montuoso da Porlamar a Cabo Negro. Le cime più alte sono San Juan o Cerro Grande (920 m) ed El Copey (890 m). Entrambe le penisole sono unite da La Restinga, un istmo di bassa altitudine, con una laguna chiamata La Restinga.

## Storia

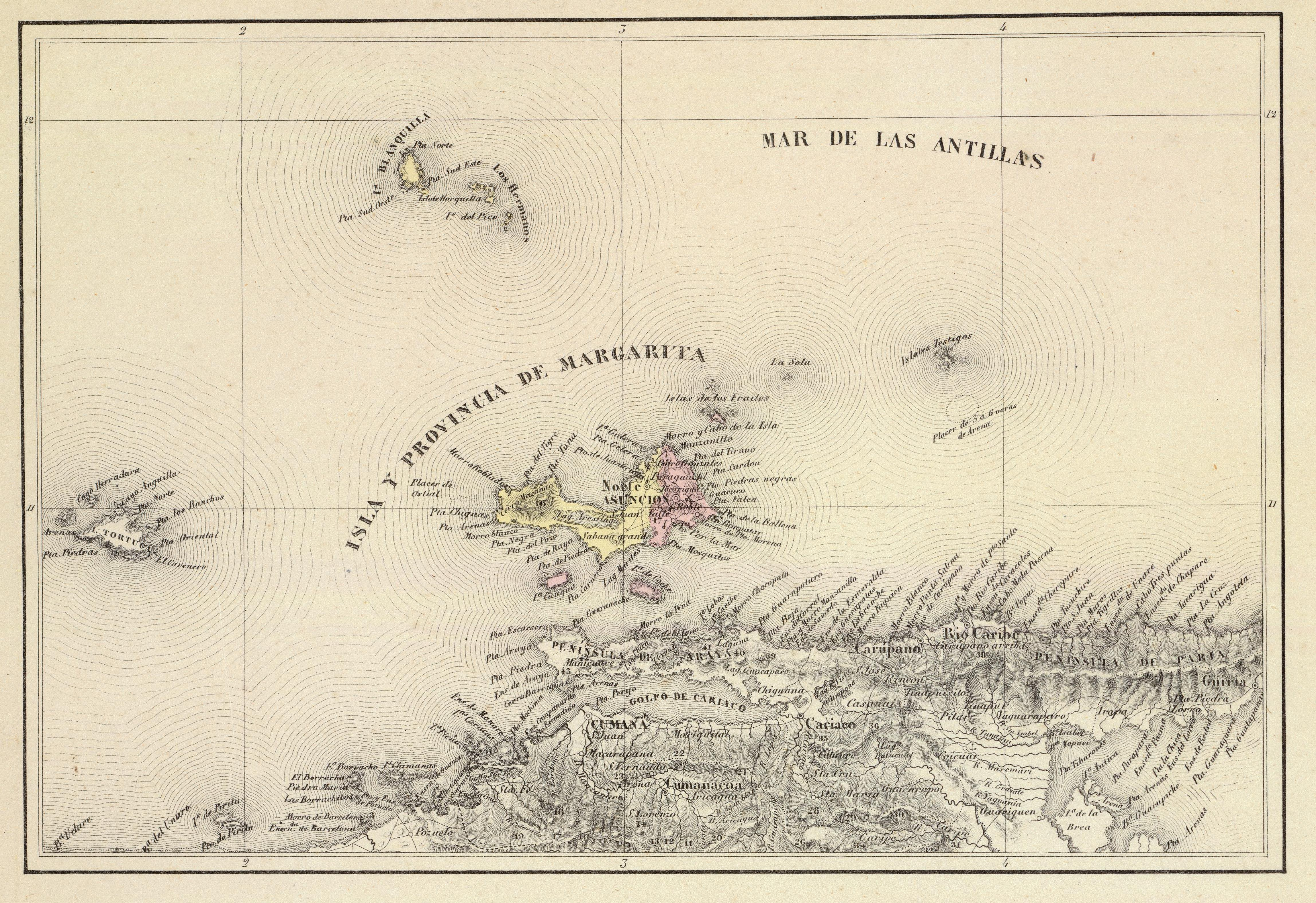
Mappa del 1840 disegnata da Agustín Codazzi.

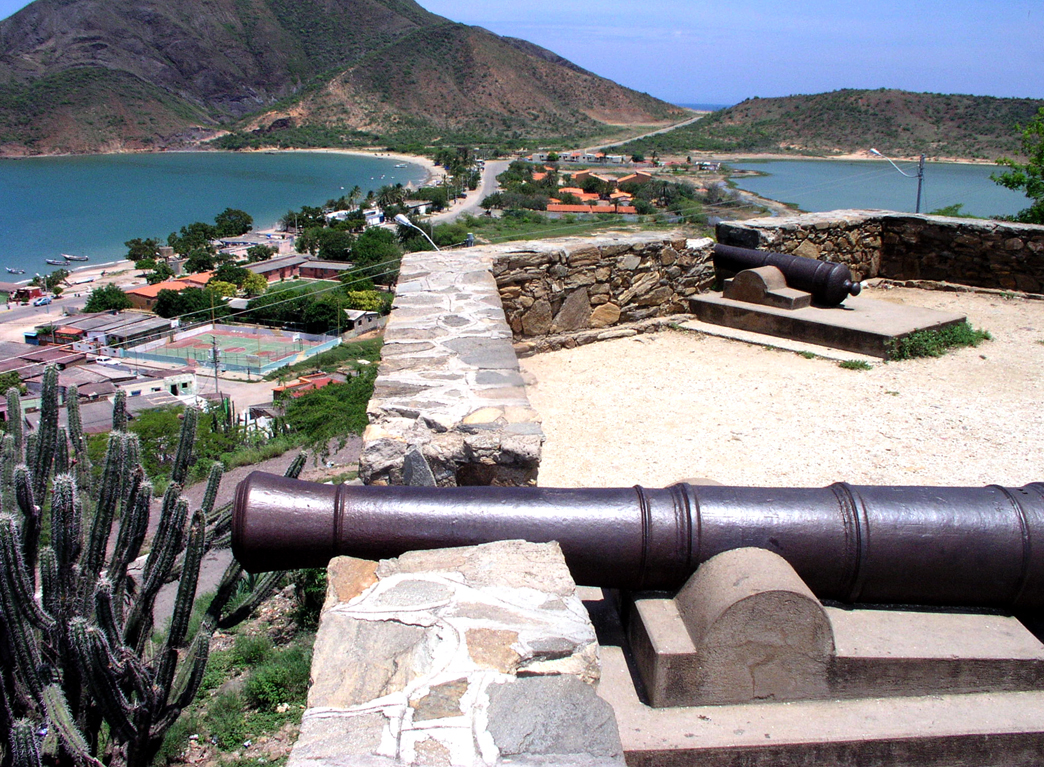
La Galera, una fortificazione coloniale spagnola.

Nel 1498, Cristoforo Colombo scoprì l'isola Margarita. I nativi locali, chiamati Guaiqueries, ricevettero a braccia aperte i conquistatori, ignari del fatto che successivamente sarebbero stati convertiti in schiavi dalla propria stessa ricchezza.
Le perle rappresentarono almeno un terzo di tutto il tributo alla Corona Spagnola dal Nuovo Mondo. L'isola Margarita dovette essere fortificata contro i crescenti attacchi dei pirati, e molte di queste fortificazioni rimangono tuttora.
Nel 1561, l'isola fu saccheggiata da Lope de Aguirre, un famoso violento e ribelle conquistador che tenne gli isolani nel terrore fino al suo ritorno nella terraferma in un tentativo di sottrarre Panama alla Corona spagnola.
Nel 1814, gli isolani combatterono con successo per l'indipendenza dalla Spagna, e l'Isola Margherita divenne il primo territorio libero del Venezuela.
Fu nell'isola che Simón Bolívar, chiamato successivamente Libertador, fu confermato come Comandante in capo della nuova repubblica, la Grande Colombia. Da qui, iniziò a liberare Venezuela, Colombia, Perù, Ecuador e Bolivia dal dominio spagnolo.

## Città principali

### Porlamar
La città più grande dell'isola Margarita è Porlamar, conosciuta per i suoi centri commerciali. Ci sono tanti negozi, pizzerie e ristoranti di cui molti italiani. Vivono qui circa 85.000 abitanti durante la bassa stagione. Oltre ai nativi del posto ci sono molti emigranti europei e in particolare italiani, spagnoli, tedeschi, francesi, olandesi, svizzeri, norvegesi, danesi, e anche libanesi, argentini, cileni, uruguaiani, colombiani e cinesi. Nell'alta stagione la città può raggiungere i 125 mila residenti
Ci sono molte spiagge, alberghi, resort, hotel, attrazioni e centri commerciali che sono ccSambil, ccRattan, ccAB (Avenida Bolivar), cc La Redoma, centro commerciale La Vela 1 e la Vela 2, centro commerciale Costa Azul organizzatissimi per i cittadini margaritegni e soprattutto per i turisti dove possono trovare qualsiasi necessità di shopping, svago, ristorazione, cinema, divertimento notturno.

### Pampatar

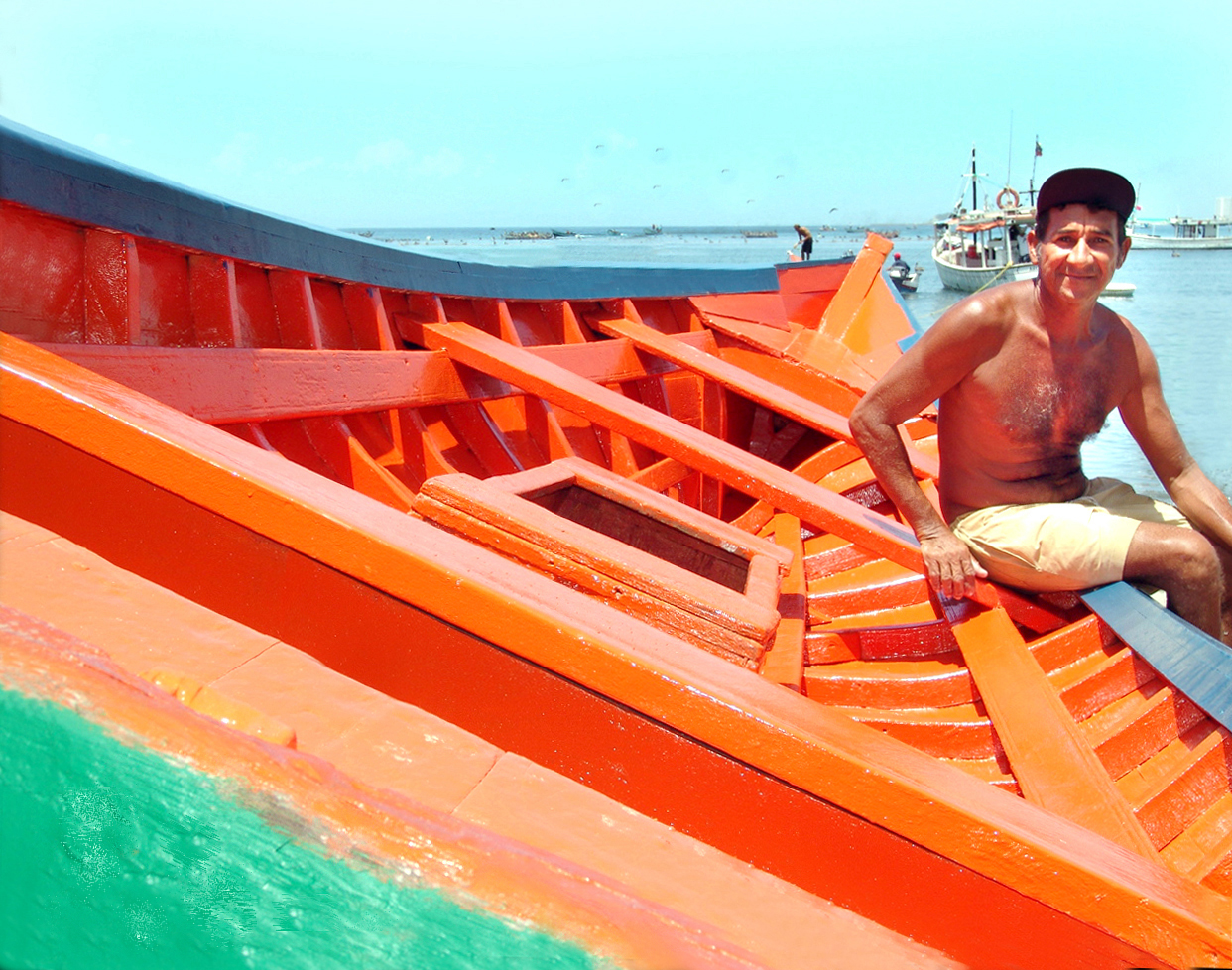
Pescatore nella sua imbarcazione tradizionale vicino Pampatar

Pampatar è la seconda città dell'isola per grandezza. Ha circa 50.000 abitanti..
Possiede una bella e lunga spiaggia cittadina con molti ristoranti. È la sede del Castello San Carlos Borromeo costruito approssimativamente dal 1664 al 1684.
È sempre stato una tra le zone frequentate dai turisti per via dei ristoranti discoteche e vita notturna.

### La Asunción
La Asunción è la capitale dello Stato federale Nueva Esparta con circa 25 000 cittadini. È sede del governo regionale. Ad Asuncion, si trovano pochi ristoranti e due parchi naturali, entrambi con una ricca flora.

### Juan Griego
Una cittadina di circa 45 000 persone.
Ci sono piccoli centri commerciali e belle spiagge. Alcuni dei migliori ristoranti dell'isola si trovano a Juan Griego. La Galera è una fortezza non lontana dal centro della città, dove, nei primi anni del decennio del 1820, fu combattuta una dura battaglia per l'indipendenza.

## Turismo

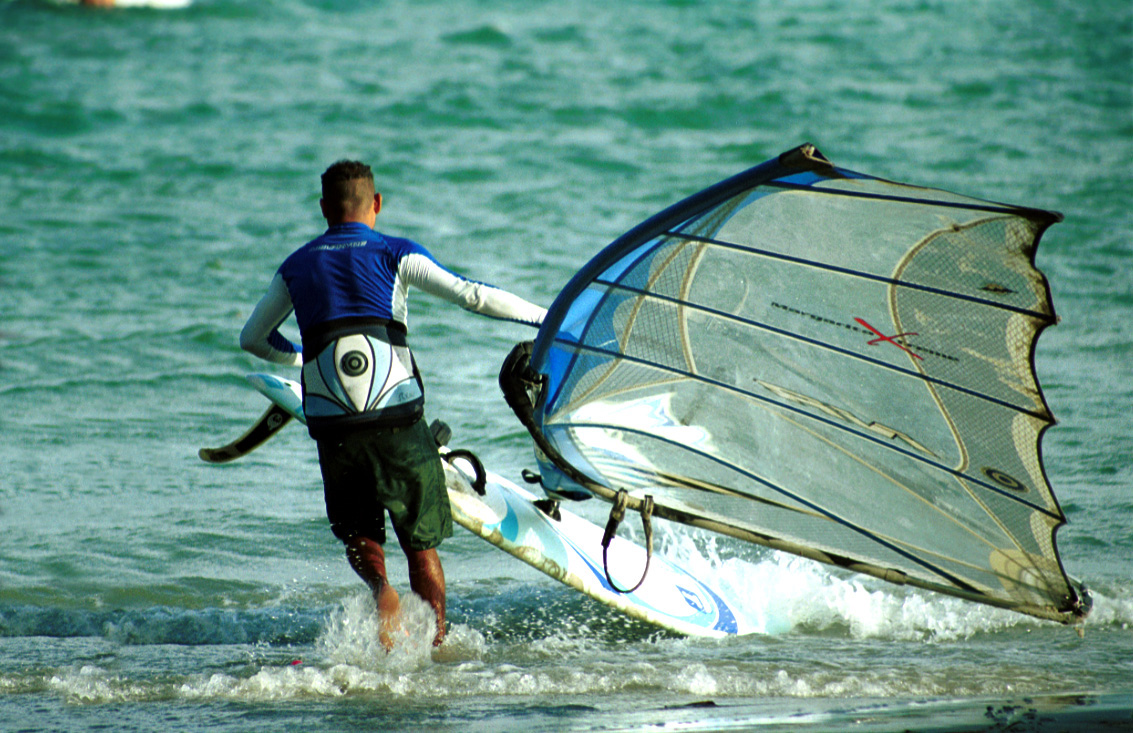
Playa El Yaque, famosa per il suo incessante vento, ideale per il windsurf

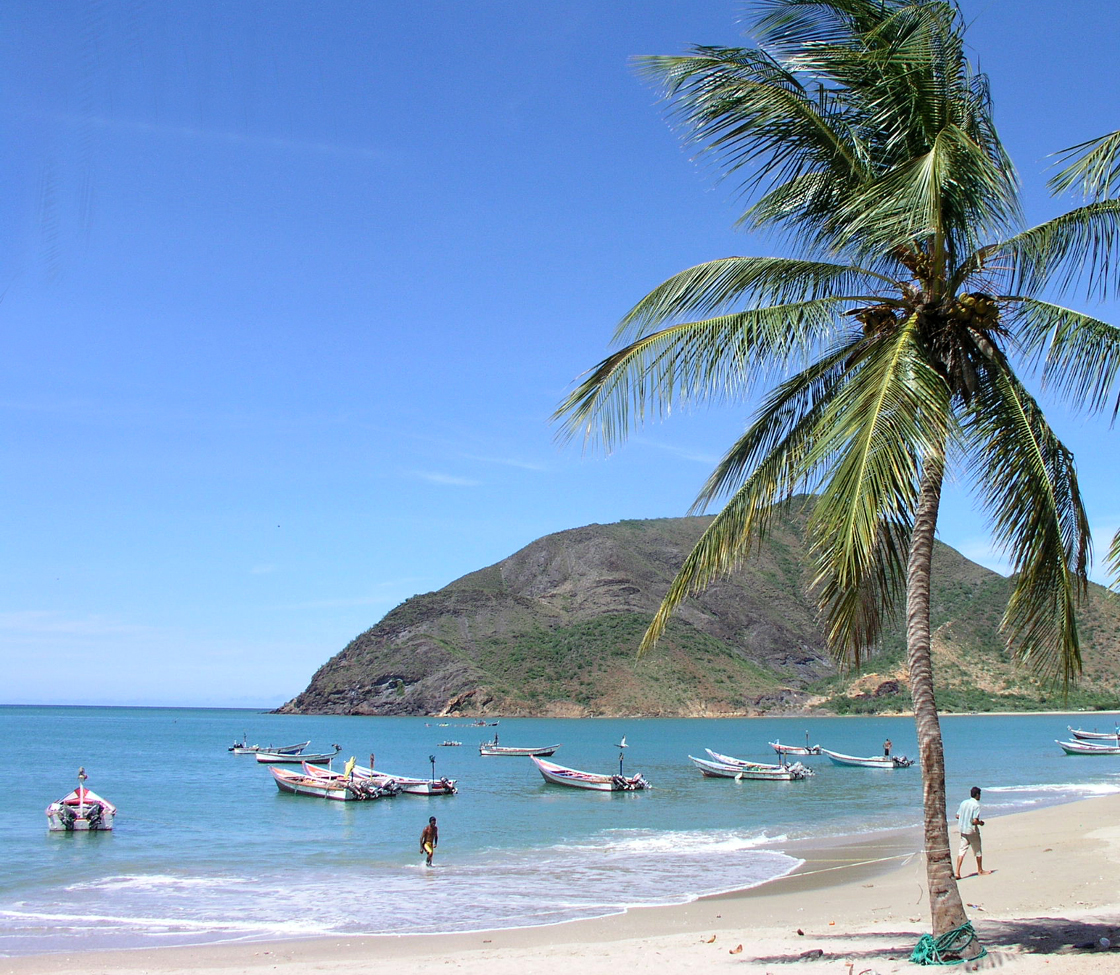
Spiaggia La Galera

L'Isola Margarita può essere raggiunta con un traghetto o con un aereo. L'aeroporto internazionale Santiago Mariño si trova a 25 chilometri dalla città di Porlamar.
L'isola è famosa per essere uno dei migliori luoghi di villeggiatura per i venezuelani. I vacanzieri affollano l'isola specialmente a Natale, Carnevale, Pasqua e da luglio a settembre, molti usano passare i loro fine settimana tra le magnifiche spiagge dell'isola.
L'isola ha numerose spiagge, molte organizzate con ristoranti e stabilimenti balneari con sdraie e ombrelloni e anche per gli sport acquatici snorkeling, windsurf, kitesurfing e surf, ha anche attrazioni come il Waterland per fare il bagno con i delfini, e due parchi divertimento, Parque El Agua e Diverland. Playa El Agua, nel nord dell'isola, è una delle spiagge più popolari con chilometri e chilometri di fine sabbia. Playa El Yaque è conosciuta internazionalmente come un eccellente luogo per il windsurf, Snorkeling, kitesurfing e Surf. Playa Parguito e Playa Caribe (frequentate dagli appassionati del surf) e Punta de Arena sono spiagge altrettanto popolari.
La spiaggia Playa Puerto Cruz è una delle più frequentate da turisti stranieri. Inoltre sono da citare Playa Manzanillo, una spiaggia caratteristica per le sue acque quasi sempre calme.

## Curiosità
Sull'isola è situata la prigione di San Antonio. Si tratta di una sorta di penitenziario autogestito dai carcerati, in base ad un tacito accordo con le autorità venezuelane. I reclusi passano il loro tempo anche in aree a cielo aperto dove è presente una piscina, si tengono concerti, combattimenti di galli e sono commerciate e consumate sostanze psicotrope formalmente illecite. La nuova situazione sui generis ha consentito di ridurre drasticamente gli episodi di violenza all'interno della prigione. La prigione nel febbraio 2016 è stata chiusa dal governo, i reclusi trasferiti in un altro carcere presso la Península de Macanao.